# 代米迪夫卡 (赫爾松州)
47°3′31″N 34°18′33″E / 47.05861°N 34.30917°E
代米迪夫卡（烏克蘭語：Демидівка）是位於烏克蘭南部的村莊，由赫爾松州卡霍夫卡區的魯巴尼夫卡市鎮負責管轄。該村始建於1869年，面積0.9平方公里，海拔高度70米，2001年人口395人。